# Malambo (Arusha)
Malambo è una circoscrizione rurale (rural ward) della Tanzania situata nel distretto di Ngorongoro, regione di Arusha. Conta una popolazione di 14 226 abitanti (censimento 2012).